# Romuald Kamiński

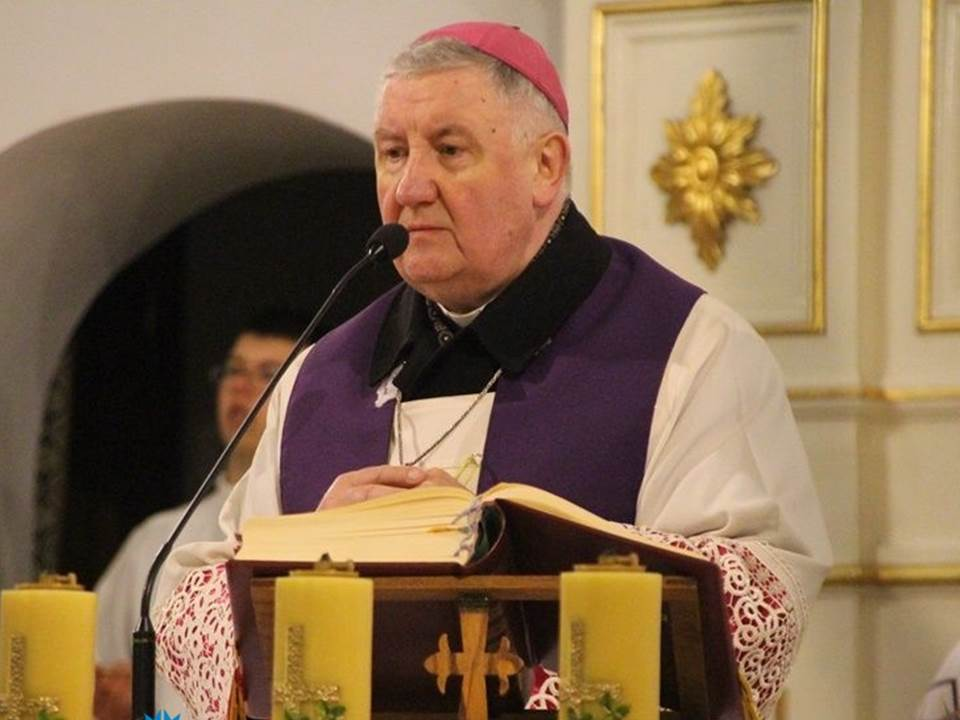
Romuald Kamiński (2017)

Bischofswappen von Romuald Kamiński

Romuald Kamiński (* 7. Februar 1955 in Janówka) ist ein polnischer römisch-katholischer Geistlicher und Bischof von Warschau-Praga.

## Leben
Romuald Kamiński erlangte 1975 das Abitur. Anschließend studierte er Philosophie und Katholische Theologie am Priesterseminar St. Johannes der Täufer in Warschau und an der Katholischen Theologischen Akademie Warschau. Er erlangte mit einer patrologischen Arbeit einen Magister Theologiae. Am 7. Juni 1981 empfing er in Warschau durch den Weihbischof in Warschau, Jerzy Modzelewski, das Sakrament der Priesterweihe für das Erzbistum Warschau.
Kamiński war nach der Priesterweihe zunächst als Pfarrvikar der Pfarrei Unsere Liebe Frau, Königin von Polen in Otwock tätig, bevor er 1983 persönlicher Sekretär des Erzbischofs von Warschau, Józef Kardinal Glemp, sowie Verwalter der Bischofsresidenz in Warschau und Mitarbeiter im Sekretariat des Primas von Polen wurde. Mit der Errichtung des Bistums Warschau-Praga am 25. März 1992 wurde er in dessen Klerus inkardiniert. Ab 1992 fungierte Kamiński als Kanzler der Kurie des Bistums Warschau-Praga. Darüber hinaus gehörte er dem Priesterrat und dem Konsultorenkollegium des Bistums an. Am 7. September 1998 verlieh ihm Papst Johannes Paul II. den Ehrentitel Päpstlicher Ehrenkaplan.
Der Papst Benedikt XVI. ernannte ihn am 8. Juni 2005 zum Titularbischof von Aguntum und zum Weihbischof in Ełk. Die Bischofsweihe spendete ihm der Apostolische Nuntius in Polen, Erzbischof Józef Kowalczyk, am 23. Juni desselben Jahres in der Kathedrale St. Adalbert in Ełk; Mitkonsekratoren waren Kazimierz Romaniuk, emeritierter Bischof von Warschau-Praga, und Jerzy Mazur SVD, Bischof von Ełk. Sein Wahlspruch Sub tuum præsidium („Unter deinen Schutz und Schirm“) stammt aus dem gleichnamigen Mariengebet. Als Weihbischof war Kamiński zudem Generalvikar des Bistums Ełk. Überdies gehörte er dem Priesterrat und dem Konsultorenkollegium des Bistums an.
Am 14. September 2017 bestellte ihn Papst Franziskus zum Koadjutorbischof von Warschau-Praga. Mit dem Rücktritt von Erzbischof Henryk Hoser am 8. Dezember 2017 folgte Kamiński diesem als Bischof von Warschau-Praga nach. Die feierliche Amtseinführung fand am 20. Januar des folgenden Jahres statt.
In der Polnischen Bischofskonferenz fungiert Kamiński zudem als Vorsitzender der Arbeitsgruppen für die Pastoral im Gesundheitsdienst und für die Beziehungen zur Litauischen Bischofskonferenz sowie als Delegierter für die Feuerwehrseelsorge. Außerdem gehört er den Räten für die Familie und für den interreligiösen Dialog sowie der Arbeitsgruppe für die Beziehungen zur ukrainisch griechisch-katholischen Kirche, der Konkordatskommission und der Kommission für die Institute des geweihten Lebens und für die Gesellschaften apostolischen Lebens an.
Kamiński erhielt 2017 vom Gemeinsamen Rat der Katholiken und Muslime den Titel Mann des Dialogs 2016 und 2019 die Medaille der Nationalen Bildungskommission.